# کساراگود
کساراگود (به انگلیسی: Kasaragod) یک منطقهٔ مسکونی در هند است که در بخش کاسرگود واقع شده‌است. کساراگود ۱۶٫۷ کیلومتر مربع مساحت و ۵۴٬۱۷۲ نفر جمعیت دارد و ۱۹ متر بالاتر از سطح دریا واقع شده‌است.